# 未確認飛行ぶっとい
『未確認飛行ぶっとい』（みかくにんひこうぶっとい）は、1991年4月から同年10月まで読売テレビで深夜に放送されていたバラエティ番組。番組タイトルは未確認飛行物体をもじったものである。『週刊テレビ広辞苑』、『現代用語の基礎体力』、『ムイミダス』と続いたシリーズ番組のラストとなった。
レギュラー放送の終了から16年半後の2008年3月、番組は『現代用語のムイミダス ぶっとい広辞苑』と題して2日間限りの復活を果たした。

## 出演者
- 立原啓裕（MC企画）- 最終回のみ不出演。
- 升毅（劇団MOTHER）
- 牧野エミ（劇団MOTHER）
- 生瀬勝久（劇団そとばこまち）
- 山西惇（劇団そとばこまち）
- 藤原考一（劇団そとばこまち）- 最終回のみ。
- 古田新太（劇団☆新感線）
- 羽野晶紀（劇団☆新感線）

## コーナー
括弧内の氏名はコーナー出演者
- 名医アキ(羽野、立原)

女医に扮した羽野の元にやってくる様々な職業の患者(立原)と繰り広げる医療系コント
立原のみ人形劇サイズのキャラクターで患者を演じる
- Wオチュードのザ・エチュード(生瀬、山西)

生瀬、山西扮するコーナー内のユニット「Wオチュード」が
お題を発表し、素人出演者3名がお題に沿った回答を発表
回答に対してWオチュードが審査する大喜利コーナー
（例）
お題「好き」
出演者「○○の時に言う好き」と回答後、発表(演技等)
- Best Hit ぶっとい (立原)

立原啓介演じるMC「ヴァギナ上月」(後にヴァギー上月に改称)が、お題（○○チャート）をTOP10ランキング形式で紹介する替え歌コーナー
10曲のうち2～3曲はビデオクリップ風に立原以外のメンバーが歌唱する
また、アーティスト名も本家に似せつつ、チャートのお題に沿った名義を採用している
（例）
ドリフターズチャート
いかりやは今日もだめだこりゃ(うちわまだ好きやとクールファイブ)
- クイズ三兄弟(古田、羽野)

古田演じる海水パンツ1枚にブルーワーカー(筋トレの道具)を手にMCを務める「ビューティー古田」と
バニーガールのコスプレでアシスタントを務める「プリティーアキ」が
さまざまな愛好者（マニア）3人をスタジオに招き、愛好者が欲しがる商品を賭けて
愛好者の得意ジャンルと無関係な問題を出題し、回答。優勝を目指すクイズコーナー
（問題例）
ばんばんと言えば「ばんばひろふみ」さて「ババンババンバンバン」と言えば？
正解:ハビバノンノン
- 風雲はだか侍(古田、山西、牧野)
- ぶっといサーカス（最終回のみ）